# Беатріс Дізотті
Беатріс Дізотті (порт. Beatriz Dizotti, 13 квітня 2000) — бразильська плавчиня.
Учасниця Олімпійських Ігор 2020 року.
Переможниця Південнамериканських ігор 2018 року.